# Rossomahaar
Rossomahaar – rosyjski zespół blackmetalowy z Moskwy. 
Powstał w 1995 z inicjatywy gitarzysty Łazara i perkusisty oraz wokalisty Włada. Początkowo muzycy ograniczali się do brania udziału w koncertach i wydarzeniach rosyjskiej sceny black metalu, współpracowali też z zespołem Stonehenge. Plany wydania płyty demo w 1997 nie powiodły się z powodu kłótni między muzykami. Materiał zatytułowany "Grotesque" nagrał sam Łazar własnymi środkami, przy użyciu komputera PC. W 1998 zespół reaktywowano. Jego ówczesny skład to Łazar i Ixxaander (gitarzyści), Kniaz' (gitara basowa), Sigizmund (perkusja), ten ostatni wraz z Herr Stalhammarem odpowiadał w zespole za teksty, ogólną koncepcję muzyczną i promocję zespołu. 
W 1999 zespół wydał pierwszą oficjalną płytę, "Imperium Tenebrarum". Sprzedano 5000 egzemplarzy tej płyty, co muzycy uznali za dobry wynik jak na debiut na niszowym rynku muzycznym. W 2000 zespół odbył trasę koncertową po Rosji. Po jej zakończeniu Sigizmund zdecydował się opuścić grupę, wkrótce potem odszedł też Ixxaander. Zmusiło to grupę do zmiany stylu muzycznego. Z nowym perkusistą, Yanarrdakhiem, w 2002 Rossomahaar wydał kolejny album - "Quaerite Lux In Tenebris (Exploring The External Worlds)", oraz zawierający materiał koncertowy "Live and die in Moscow". W 2003 ukazuje się kolejna płyta - "Regnum Somni", w której grupa rezygnuje z użycia keyboardu, za to podejmuje eksperymenty z dołączeniem fletów. Po kolejnych zmianach w składzie, w 2004 ukazuje się płyta "A Divinity For The Worthless". Ostatni jak dotąd wydany materiał to singel "Moscow - The Sanguine Reign of Terror", zawierający 20 minut muzyki, zapowiadającej kolejny album.

## Obecny skład zespołu
- Siergiej "Łazar" - gitara, wokal
- Rusłan "Kniaz" - gitara basowa
- Wład "Artist" - perkusja

## Dyskografia
- "Grotesque" 1997 (demo)
- "Imperium Tenebrarum" 1999 (LP)
- "Quaerite Lux In Tenebris" (Exploring The External Worlds)" 2001 (LP)
- "Live And Die In Moscow" 2002 (Live) (LP)
- "Regnum Somni" 2003 (LP)
- "A Divinity For The Worthless" 2004 (LP)
- "Moscow - The Sanguine Reign of Terror" 2006 (EP)